# ARKONA
ARKONA (Algorytm Rozpoznawania Kontrnaturalnych) – brydżowa konwencja licytacyjna opracowana przez polskiego teoretyka Łukasza Sławińskiego. Sławiński opracował algorytm, który umożliwia - według przyjętych przez niego kryteriów - rozpoznanie stopnia karności kontry naturalnej. Kontra naturalna to w tym kontekście kontra, która nie ma żadnego innego systemowego znaczenia w danej sytuacji licytacyjnej: jak kontra wistowa (np. kontra Lightnera) czy negatywna.
Gdy stosowana jest ARKONA, karność kontry jest stopniowana w sposób następujący:
- 100% lub więcej - kontra karna, pasuj;
- 75% - kontra propozycyjna, raczej pasuj;
- 50% - kontra do wyboru, pasuj lub licytuj;
- 25% - kontra kooperacyjna, raczej licytuj;
- 0% lub mniej - kontra wywoławcza, licytuj;

Karność kontry oblicza się według mnemotechniczego schematu nazwanego przez autora PIUROPUSZ.
- P - poziom - jeżeli kontra padła na odzywkę kolorową, to doliczamy 25% karności za każdym poziom powyżej jednego (poziom 1 = 0%, poziom 2 = 25%, poziom 3 = 50% itd.); jeżeli kontra padła na odzywkę bezatutową to karność jej na poziomie jednego wynosi 50% i doliczamy 25% za każdym wyższy poziom (poziom 1 = 50%, poziom 2 = 75%, poziom 3 = 100% itd.).
- I - informacja - za każdą informacyjną odzywkę partnera (z wyjątkiem pasa lub negatu) dodajemy 25%; za każdą odzywkę precyzującą skład i siłę dodajemy 50%.
- U - uzgodnienie koloru - za każde nie wymuszone (także blokujące) uzgodnienie koloru przez którąkolwiek ze stron odejmujemy 25%; jeżeli uzgodnienie było mocne odejmujemy 50%.
- R - ratunkowość - za zniesienie przez przeciwnika kontry lub rekontry zalicytowanej przez własnego partnera albo za przelicytowanie przez przeciwnika skontrowanej odzywki dodajemy 25%.
- O - opóźnienie - za każde opóźnienie, czyli pas kontrującego na niższą odzywkę o tym samym mieniu, dodajemy 25%; każde uzgodnienie przez przeciwników koloru kontrowanego likwiduje jedno opóźnienie.
- P - przewaga - jeżeli przeciwnicy mają przewagę siły, odejmujemy 25%; jeżeli są sforsowani do dogranej - 50%. Takie same wartości dodajemy, jeżeli my mamy przewagę.
- U - umiejętności, w zasadzie literka wolna, trochę żartobliwy dodatek do algorytmu - jeżeli wydaje nam się, że jesteśmy dużo lepsi od przeciwników, to dodajemy 25%; jeżeli jest odwrotnie, to odejmujemy 25%.
- SZ - sztuczność, za skontrowanie odzywki sztucznej dodajemy 50%.